# La Loma, Tepatitlán de Morelos
La Loma är en ort i Mexiko.   Den ligger i kommunen Tepatitlán de Morelos och delstaten Jalisco, i den centrala delen av landet, 400 km väster om huvudstaden Mexico City. La Loma ligger 1 842 meter över havet och antalet invånare är 652.
Terrängen runt La Loma är platt åt nordväst, men åt sydost är den kuperad. Runt La Loma är det ganska tätbefolkat, med 86 invånare per kvadratkilometer. Närmaste större samhälle är Tepatitlán de Morelos, 3,3 km nordväst om La Loma. I omgivningarna runt La Loma växer huvudsakligen savannskog.